# Aseprite
Aseprite (dříve ASE nebo Allegro Sprite Editor) je proprietární bitmapový editor od společnosti Igara Studio napsaný v Qt (C++). Je zaměřený na tvorbu animovaných spritů a pixel artu pro videohry a využívá se v oblasti digitálního umění, animace a vývoji videoher.

## Historie
První verze Asepritu pod názvem ASE byla vydána v roce 2001. Tato verze byla programována pomocí open source knihovny Allegro a programovacího jazyka C, později C++. Program byl původně open-source.  Dosud je možné stáhnout a upravovat zdrojový kód pro osobní potřebu a komerční účely, od srpna roku 2016 ale znemožňuje jeho redistribuci Aseprite EULA. Výjimkou je možnost redistribuovat Aseprite se speciální vzdělávací licencí.

## Funkce
- Organizace vrstev – tvorba, kopírování a přesun vrstev
- Animace – tvorba, kopírování, přesun a propojování snímků
- Označení snímků - zahrnutí několika animací do stejných sekcí označování souborů
- Režim přehrávání – opakování úseku v režimech vpřed, zpátky a ping-pong, možnost změny rychlosti ukázky

- Onion skin – vlastnost, umožňující vidět předchozí či následující snímky animace
- Červenomodrý režim – různé režimy pro onion skin mode
- Kontrola barevné palety – kopírování, vkládání, změna velikosti
- Alfa kanál - položky palety s hodnotou alfa
- Barevné kolo - výběr barevných harmonií

- Stínovací režim – tvorba stínů a světel stínovacím inkoustem
- Pixel perfect tah – tvorba pixelů přesně podle tahu
- Rotace Rotsprite – otáčení malých spritů bez extrémního zkreslení
- Dlaždicový režim – tvorba vzorů opakující se v mřížce 3x3
- Režim prolnutí - složené vrstvy pro vytváření barevných efektů

- Vlastní štětce – tvorba vlastních štětců pro dithering[5]

## Správa barev
Výchozím barevným režimem aplikace Aseprite je RGB. Následuje černobílý režim Grayscale a indexovaná barva, což znamená, že každý pixel v obrázku může mít pouze jednu barvu z pevně stanovené palety barev.
Uživatelé mohou vytvářet a importovat do Asepritu vlastní palety, což umožňuje barevné možnosti nad rámec výchozí palety. Aseprite také nabízí možnost třídit barvy podle odstínu, saturace a jasu.
Dále program podporuje několik barevných režimů, např. RGB, HSV a HSL. Tyto režimy umožňují větší flexibilitu při vytváření a úpravách grafiky.
Aseprite obsahuje také nástroje pro správu průhlednosti, včetně možnosti nastavení průhledných pixelů a vytváření průhledných gradientů.

## Přijetí
Aseprite je hodnocen převážně pozitivně a je mnohými považován za nejlepší program k tvorbě pixel artu. Jeho konkurenční výhoda nad jinými rastrovými editory, jako je např. Krita, GIMP nebo Photoshop, je jeho jednoduché rozhraní, které je potřebám pixel artu přesně přizpůsobeno.  
Aseprite má aktivní komunitu na Redditu a Discordu, kde uživatelé sdílejí témata spojená s používáním programu, ukazují své výtvory a navzájem si radí. Dalším zdrojem tipů pro používání Aseprite je jeho oficiální Twitter.

## Další programy na tvorbu pixel artu:
- Pyxel Edit
- GraphicsGale